# 뇌이 조약
뇌이쉬르센 조약(프랑스어: Traité de Neuilly-sur-Seine, 불가리아어: Ньойски договор)은 승리한 제1차 세계 대전 연합국과 패배한 동맹국 중 하나인 불가리아 왕국 사이에 체결된 조약이다. 이 조약은 불가리아에게 여러 영토를 할양하도록 요구했다.
이 조약은 1919년 11월 27일 프랑스 파리 서쪽의 오드센주 뇌이쉬르센에서 서명되었다. 서명식은 뇌이쉬르센 시청에서 거행되었다.
뇌이쉬르센 조약은 베르사유 조약, 생제르맹앙레 조약, 트리아농 조약, 세브르 조약과 같이 제1차 세계 대전 이후 체결된 일련의 조약 중 하나로, 패배한 동맹국의 군사적, 정치적 힘을 약화시키기 위한 목적을 가지고 있었다.
이 조약과 마찬가지로 뇌이쉬르센 조약에도 국제연맹의 규약이 포함되어 있었다. 그 때문에 미국은 조약을 비준하지 않았다.

## 영토 할양
이 조약은 불가리아에게 다음을 요구했다.

뇌이쉬르센 조약 이후의 불가리아

- 서트라키아를 연합국에 할양하여(연합국은 산레모 회의를 통해 이를 그리스에 할양했다) 불가리아가 에게해로 직접 나갈 수 있는 길을 막았다.
- 그리스와 인구 교환에 관한 협약에 서명한다.[5]
- 세르브인 크로아트인 슬로벤인 왕국(이후 유고슬라비아)과의 서부 국경에 2,563 km2 (990 mi2)의 추가 영토를 할양한다.
- 부쿠레슈티 조약에 따라 불가리아에 부분적으로, 동맹국에 부분적으로 할양되었던(동맹국은 나중에 1918년 9월 25일 이 공동 통치권을 불가리아로 이전했다) 도브루자를 루마니아에 반환해 1913년 조약으로 정해진 국경으로 복구한다.
- 불가리아군의 점령 지역에서 축출된 재산을 정당한 소유자에게 반환하거나 보상한다.
- 군대를 2만 명으로 감축한다.
- 1억 파운드의 배상금을 지불한다.
- 세르브인 크로아트인 슬로벤인 왕국의 존재를 인정한다.

## 불가리아의 반응
불가리아에서는 이 조약의 결과가 흔히 제2차 민족재앙으로 알려져 있다. 불가리아는 나중에 크라이오바 조약의 결과로 남도브루자를 되찾았다. 제2차 세계 대전 동안 나치 독일과 함께 조약에 따라 할양되었던 다른 영토의 대부분을 일시적으로 재점령했다.

## 세르브인 크로아트인 슬로벤인 왕국에 할양된 영토
4개의 작은 지역(역사적으로 불가리아인들은 이를 서부 실지라고 불렀다)은 1878년 공국으로 시작된 이래 불가리아의 일부였으며, 1912년에 불가리아의 일부가 된 스트루미차 주변 지역은 예외였다. 불가리아는 1908년에 독립국으로 국제적으로 인정받았으며, 1919년 뇌이쉬르센 조약에 따라 세르브인 크로아트인 슬로벤인 왕국에 할양될 때까지 이 영토를 통제했다. 이 지역의 할양은 1915년에서 1918년 사이에 불가리아군의 세르비아 남부 및 동부 점령에 대한 부분적인 보상이었으며, 또한 불가리아를 통제한다는 전략적 이유도 작용했다. 불가리아와 세르비아 사이의 옛 정치적 경계는 높은 산맥을 따랐지만, 새로운 경계는 세르비아에게 중요한 군사적, 전략적 이점을 제공했다. 이는 불가리아 수도 소피아를 위험하게 노출시켰고 불가리아 침공 시 동부 세르비아에 대한 군사적 위협을 크게 줄였다(발칸 전쟁 및 제1차 세계 대전 참조).

### 면적과 인구
조약에 따라 당시 세르브인 크로아트인 슬로벤인 왕국에 할양된 영토는 현재의 세르비아에 1,545 km2 (597 mi2), 현재의 북마케도니아에 1,028 km2 (397 mi2)의 면적을 포함한다.
불가리아에서 일반적으로 이 용어가 적용되는 세르비아에서는 할양된 영토가 현대 세르비아의 피로트구 (디미트로브그라드 시와 피로트, 바부슈니차 시의 작은 부분)와 프치나구 (보실레그라드 시와 수르둘리차 시의 작은 부분) 사이에 나뉘어 있다. 또한 자예차르구의 티모크강을 따라 8개 지역(7개는 루마니아인 거주, 1개는 불가리아인 거주)으로 구성된 작은 구역도 포함한다.
1919년 기준 이 지역은 불가리아 오크루그의 큐스텐딜, 661 km2 (255 mi2), 차리브로드 418 km2 (161 mi2), 트란 278 km2 (107 mi2), 쿨라 172 km2 (66 mi2), 비딘 17 km2 (6.6 mi2) 부분에 해당한다. 불가리아 자료에 따르면 당시 보실레그라드 인구의 98%와 차리브로드 인구의 95%가 불가리아인이었다고 한다. 1931년 유고슬라비아 인구조사에서는 모든 남슬라브족이 단순히 유고슬라브인(세르브인, 크로아트인, 슬로벤인, 불가리아인)으로 분류되어 비교할 수 없다. 2002년 세르비아의 마지막 인구조사에 따르면, 디미트로브그라드와 보실레그라드 인구의 각각 50%와 71%가 불가리아인이다.

## 같이 보기
- 불가리아 민족통일주의
- 불가리아계 북마케도니아인
- 불가리아계 세르비아인
- 조약 목록
- 소수민족 조약
- 서부 실지

## 추가 자료
- Borisova, Galina M. "Bulgaria, Greece and Britain's Policy 1919." Etudes Balkaniques (1983) 19#3 pp 77–91.
- Buirette, O. "The treaties of Neuilly-sur-Seine (1919) and Sevres (1920), or the redefining of a new Balkan Europe." Bulgarian Historical Review-Revue Bulgare d'Histoire 3-4 (2001): 99–113.
- Chary, Frederick B. The history of Bulgaria (ABC-CLIO, 2011).
- Nestor, Stelios. "Greek Macedonia and the Convention of Neuilly (1919)," Balkan Studies (1962) 3#1 pp 169–184. Online Version.